# Савчишкин, Константин Викторович
Константин Викторович Савчишкин (род. 15 ноября 1973) — российский дзюдоист, чемпион и призёр чемпионатов России, призёр летней Универсиады 1999 года в Пальме, призёр чемпионата Европы, чемпион мира среди военных, участник летних Олимпийских игр 1996 года в Атланте, Мастер спорта России международного класса. Председатель комитета по физической культуре и спорту города Елец. Тренер спортивной школы олимпийского резерва «Спартак».
На Олимпиаде Савчишкин в первой схватке проиграл будущему победителю этих соревнований французу Джамелю Бурасу. В утешительной серии россиянин победил китайца Юаня Чао, но проиграл аргентинцу Гастону Гарсия и выбыл из борьбы за медали.

## Спортивные результаты
- Чемпионат России по дзюдо 1993 года — ;
- Чемпионат России по дзюдо 1994 года — ;
- Чемпионат России по дзюдо 1995 года — ;
- Чемпионат России по дзюдо 1996 года — ;
- Чемпионат России по дзюдо 2003 года — ;